# Викторовка (Христиновский район)
Викторовка (укр. Вікторівка) — село в Уманском районе Черкасской области Украины.
Население по переписи 2001 года составляло 228 человек. Почтовый индекс — 20014. Телефонный код — 4745.

## Местный совет
20014, Черкасская обл., Христиновский р-н, с. Шукайвода